# Andio jezik
Andio jezik (ISO 639-3: bzb; andio’o, imbao’o preferira se naziv masama), jezik velike austronezijske porodice koji pripada zapadnoj podskupini šire jezične skupine saluan-banggai. Njime govori 1 700 ljudi (1991 SIL) u selima Taugi i Tangeban u indonezijskom distriktu Banggai na otoku Celebes, i u blizini govornog područja balantak [blz], njemu srodnog jezika.

## Vanjske poveznice
- Ethnologue (14th)
- Ethnologue (15th)